# Chik Ballāpur
Chik Ballāpur är en ort i Indien.   Den ligger i distriktet Chikkaballapur och delstaten Karnataka, i den södra delen av landet, 1 700 km söder om huvudstaden New Delhi. Chik Ballāpur ligger 918 meter över havet och antalet invånare är 57 831.
Terrängen runt Chik Ballāpur är platt österut, men västerut är den kuperad. Terrängen runt Chik Ballāpur sluttar österut. Runt Chik Ballāpur är det tätbefolkat, med 411 invånare per kvadratkilometer. Chik Ballāpur är det största samhället i trakten. Trakten runt Chik Ballāpur består till största delen av jordbruksmark.